# Film przyrodniczy
Film przyrodniczy − gatunek filmu dokumentalnego, przedstawiającego zwierzęta, rośliny lub inne elementy świata przyrody, najczęściej w ich naturalnym środowisku.
Obecnie filmy przyrodnicze powstają przede wszystkim na zamówienie publicznych kanałów telewizyjnych, szczególnie specjalizujących się w tego typu tematyce. Gatunek zaistniał jednak najpierw w świecie kina.

## Historia
Za pierwszy pełnometrażowy film dokumentalny o tematyce przyrodniczej uważany jest obraz Nanuk z Północy w reżyserii Roberta J. Flaherty'ego z 1922. Jednym z pierwszych filmów tego gatunku był film Jamesa Algara pod tytułem Żyjąca pustynia z 1953. Żyjąca pustynia nagrodzona została Oscarem w kategorii za najlepszy pełnometrażowy film dokumentalny w 1954. Oba obrazy znalazły się na liście filmów budujących dziedzictwo kulturalne USA i przechowywane są w Bibliotece Kongresu Stanów Zjednoczonych.
W Polsce przed II wojną światową film przyrodniczy Bezkrwawe łowy zrealizował na taśmie 16 mm w 1936 Włodzimierz Puchalski. Reżyser specjalizował się w filmach tego gatunku. W latach 40. XX wieku powstały kolejne jego obrazy przyrodnicze, jak: Ptasia wyspa, Wykluwanie się piskląt czy Flora Tatr. W tym samym czasie filmy przyrodnicze kręcił również Karol Marczak (Pod wodną karpą, Kałużnica, Wrotki mcholubne). Marczak uważany jest za pioniera filmu biologicznego w Polsce. W latach 50. XX wieku do Puchalskiego i Marczaka dołączyli tacy reżyserzy, jak: Jan Jacoby (Jest taka osa) czy Stanisław Kokesz (Mrówcze szlaki, Podwójne życie ważki, Nartniki). Kolejnymi reżyserami realizującymi filmy przyrodnicze w PRL-u byli: Marian Ussorowski, Wiesław Drymer, Aleksander Domalewski, Mieczysław Ptaszyński, Bolesław Bączyński, Mieczysław Vogt, Wanda Rollny, Anatol Fidek, Antoni Gucwiński, Lubomir Zając, Henryk Szpunar, Barbara Bartman-Czecz, Jerzy Bezkowski, Tony Halik i Elżbieta Dzikowska. W latach 90. XX wieku powstały takie polskie filmy przyrodnicze, jak Tropem łosia, Ostatnia puszcza i Tętno pierwotnej puszczy Jana Walencika, Zielone płuca Polski Stanisława Fiuka-Cisowskiego, Tajmyrski pamiętnik Jerzego Śladkowskiego. Współcześnie polskie filmy przyrodnicze realizują: Jan i Bożena Walencik, Artur Homan, Krzysztof Riege, Dariusz Krzywański, Jerzy Wosik, Krystian Matysek, Anna Urbańska, Włodzimierz Kuligowski, Dorota Adamkiewicz, Maciej Szelachowski, Ewa Banaszkiewicz,Robert Dróżdż, Tadeusz Baraniecki, Zdzisław Folga czy związany z Polską Paolo Volponi. Obok zdjęć kilka filmów nakręcił przedwcześnie zmarły Artur Tabor.
Pionierskim filmem przedstawiającym świat przyrody podwodnej było Sesto continente Folco Quiliciego z 1954. Dwa lata później powstał Świat milczenia Jacques-Yves Cousteau.
Do nagradzanych filmów przyrodniczych, które spotkały się z dobrym przyjęciem opinii światowej, należą m.in.: The Crocodile Hunter Diaries Steve'a Irwina (2002-2004), Marsz pingwinów Luca Jacqueta z 2005, seria Błękitna planeta Davida Attenborough z 2007 czy Surykatki Jamesa Honeyborne'a z 2008.
Kanałami specjalizującymi się w prezentacji filmów przyrodniczych są: Animal Planet, National Geographic Channel czy Nat Geo Wild.